# Plynárna Smíchov
Plynárna Smíchov je zaniklá plynárna v Praze, která stála na pozemku mezi ulicemi Nádražní, Ostrovského, Radlická a Za Ženskými domovy.

## Historie
Plynárna byla postavena v letech 1856–1857 a sloužila především k osvětlování ulic Prahy. Po dokončení výstavby se rozhodlo o jejím převedení do vlastnictví Všeobecné rakouské společnosti plynárenské v Terstu, která ji provozovala do roku 1872. Poté se majitelé střídali, až se dostala do vlastnictví Pražské obce. Obec plynárnu rekonstruovala a přistavěla další plynojem o obsahu 2000 m³. Kromě domácností osvětlovala také lucerny veřejného osvětlení; například k roku 1881 je uváděno osvětlení ulic Smíchova 142 půlnočními a 66 celonočními svítilnami.
Na elektrické osvětlení přešel Smíchov v roce 1897. Plynárna byla z provozu odstavena během roku 1926 a její funkci převzala Plynárna Michle. 